# Ne'emia Kaleopa
Ne'emia Kaleopa (nascido em 9 de maio de 1996) é um jogador de Futebol americano Samoano que joga como um defensor para o Utulei Youth no Campeonato Nacional de Futebol de Samoa Americana e na Seleção da Samoa Americana de Futebol.

## Carreira de clube
Kaleopa iniciou sua carreira no Pago Youth. Com este clube foi campeão do Campeonato Nacional de Futebol de Samoa Americana de 2012 e jogou 1 jogo na rodada preliminar da Liga dos Campeões da OFC de 2013–14. Em 2014, juntou ao SKBC para jogar na ronda preliminar da Liga dos Campeões da OFC de 2014-15. Com este clube ele ganhou o Campeonato Nacional de Futebol de Samoa Americana de 2015 o que significava que se qualificavam para a fase preliminar da Liga dos Campeões da OFC de 2016. Durante esta rodada preliminar Kaleopa jogou todos os 3 jogos.

## Carreira internacional

### Sub-17
Em 2013 Kaleopa foi chamado para jogar com a Seleção da Samoa Americana de Futebol Sub-17 na Fase Preliminar do Copa das Nações da OFC de 2013 - Sub-17. Jogou todos as 3 partidas durante esta competição. Ele não marcou durante este torneio, mas deu a assistência para o primeiro gol do jogo, marcado por Kaleopa Siligi, contra a Samoa. Eles finalmente chegaram a um segundo ponto, antes Samoa e Tonga. Embora este foi um resultado muito bom para a Samoa Americana mas não conseguiram qualificar para o palco principal.

### Sub-20
Em 2014, Kaleopa juntou-se à Seleção da Samoa Americana de Futebol Sub-20 para a Copa das Nações da OFC de 2014 - Sub-20 no Fiji. Kaleopa jogou 4 partidas, incluindo jogos contra gigantes do Pacífico como Vanuatu.

### Equipe nacional
Kaleopa fez sua estréia para a equipe de futebol Samoa Americana em um amistoso contra Fiji em 27 de agosto de 2015, que terminou em 6-0 de perda. Kaleopa jogou todos os 3 jogos durante a primeira ronda de qualificação para a Copa 2018.

## Vida pessoal
Ne'emia O irmão mais velho de Kaleopa, Panweichi Kaleopa também é membro da equipe de futebol americano Samoa.

## Estatísticas da Carreira

### Internacional
| Samoa Americana | Samoa Americana | Samoa Americana |
| Ano             | Aplicativos     | Objectivos      |
| --------------- | --------------- | --------------- |
| 2015            | 4               | 0               |
| Total           | 4               | 0               |

Estatísticas precisas de jogo em 10 de setembro de 2015

## Honras

### Prêmios individuais
- 2015 FFAS Senior League: Melhor Jogador